# Cryptovalsa ampelina
Cryptovalsa ampelina är en svampart som först beskrevs av Nitschke, och fick sitt nu gällande namn av Karl Wilhelm Gottlieb Leopold Fuckel 1870. Cryptovalsa ampelina ingår i släktet Cryptovalsa, klassen Sordariomycetes, divisionen sporsäcksvampar och riket svampar.   Inga underarter finns listade i Catalogue of Life.